# Trattato di Medina del Campo
Il trattato di Medina del Campo fu un accordo ratificato il 26 marzo 1489 tra l'Inghilterra e la nascente Spagna. Le sue disposizioni raggiunsero tre obiettivi: l'istituzione di una politica comune per i due Paesi per quanto riguarda la Francia, la riduzione delle tariffe tra i medesimi e, soprattutto, la stipulazione di un contratto di matrimonio tra Arturo Tudor, figlio maggiore di Enrico VII d'Inghilterra e Caterina d'Aragona, figlia di Isabella I di Castiglia e Ferdinando II di Aragona. Il trattato fu firmato il 27 marzo dai sovrani spagnoli, ma la sua ratifica da parte di Enrico non avvenne fino al settembre 1490 con il Trattato di Woking. 

## Clausole
Il trattato era composto da ventisei clausole. I primi sedici si occuparono di relazioni militari, economiche e politiche tra Inghilterra e Spagna. La diciassettesima clausola consisteva nel matrimonio tra Caterina e Arturo, mentre le seguenti dieci clausole riguardavano la soluzione finanziaria, la successione e le disposizioni del viaggio della principessa spagnola in Inghilterra.

## Cause
Enrico VII Tudor era salito al trono d'Inghilterra con la sua vittoria su Riccardo III Plantageneto nella battaglia di Bosworth Field. La pretesa di Enrico sul trono d'Inghilterra mancava quasi tutta la validità per eredità; il suo possesso della corona era principalmente dovuto al diritto di conquista, e si trovò di fronte una miriade di rivendicatori ancora vivi con pretese legali probabilmente migliori. Al contrario, Ferdinando II d'Aragona e Isabella I di Castiglia erano sicuri su quello che presto sarebbe stato il trono unito di Spagna. Stavano cercando aiuto contro il loro nemico ereditario, la Francia. Enrico ebbe un nuovo figlio, i sovrani spagnoli una figlia molto giovane: un matrimonio e un'alleanza avrebbero aiutato ciascuno. Enrico avrebbe ottenuto il placito della sua posizione da una grande potenza straniera e gli spagnoli avrebbero ottenuto un aiuto militare contro la Francia. 

## Offerta di matrimonio
Nel marzo del 1487, i monarchi spagnoli avevano fatto un'offerta di matrimonio a Enrico. I negoziati furono portati rapidamente a un accordo in linea di principio. I termini furono stabiliti per iscritto il 26 marzo 1489. Comprendevano clausole che imponevano a Inghilterra e Spagna di aiutarsi a vicenda in caso di dichiarazione di guerra alla Francia. Tuttavia, i termini esatti erano molto più favorevoli agli spagnoli: l'Inghilterra doveva sostenere la Spagna militarmente finché gli spagnoli erano ancora in guerra, a meno che gli inglesi non avessero recuperato la provincia della Guyenne. D'altro canto, gli spagnoli potevano ritirarsi dall'offrire supporto militare se avessero recuperato dalla Francia i distretti molto più piccoli del Roussillon e della Cerdanya . Il trattato stabilì che Arturo e Caterina dovevano sposarsi e stabilì anche una dote per Caterina di 200.000 corone. Infine, secondo le disposizioni del trattato, alcune tariffe dovevano essere abbassate tra i due Paesi, consentendo lo sviluppo di un commercio più libero, sebbene fosse costato alcuni privilegi ai commercianti castigliani. I sovrani spagnoli firmarono il trattato il giorno successivo. 

## Ratifica del trattato
Enrico, tuttavia, non ratificò subito il trattato. La politica estera di Enrico durante il 1489 e il 1490 tentò di ottenere un sostanziale sostegno dai monarchi spagnoli e da Massimiliano I d'Asburgo, l'Imperatore del Sacro Romano Impero, prima che si impegnasse in una guerra contro la Francia. Nel settembre del 1490, tuttavia, fu in grado di tentare un'alleanza a tre con la Spagna e gli Asburgo e ratificò il Trattato di Medina del Campo il 23 settembre. Allo stesso tempo, fu offerto un trattato aggiuntivo, modificando i termini del Trattato di Medina del Campo, sul quale era stato condizionato il consenso di Enrico. Questo trattato fu infine respinto dai sovrani spagnoli; alla fine, i termini del Trattato di Medina del Campo non furono rispettati. I termini relativi al matrimonio furono rinegoziati nel 1492 e di nuovo nel 1497. Infine, Caterina ed Arturono furono infine sposati nel novembre 1501: il giovane principe del Galles morì cinque mesi dopo. 